# Postcards from the Other Side
Druga płyta zespołu wydana przez łódzką wytwórnię Noise Annoys 29 lipca 2007.

## Skład
- Nerve 69 - śpiew, gitara elektryczna
- Slavik - śpiew
- Killer Klaus - gitara basowa
- Niuniek El Diablo - perkusja
- Burza - keyboard

## Lista utworów
1. "Invitation"
2. "Dark Pralat"
3. "Alarm!!!"
4. "Legion of the Wicked"
5. "Postard from the Other Side part 1"
6. "Bonehead"
7. "Lycantrophia"
8. "Batcave"
9. "Witchcraft Specimen"
10. "Postard from the Other Side part 2"
11. "... Over Horizon ..."